# Brooke Shields
Pour les articles homonymes, voir Shields et Brooke.
Brooke Shields est une actrice et productrice américaine, née le 31 mai 1965 à New York.
Enfant star, elle se fait remarquer pour son interprétation d'une enfant prostituée dans le drame controversé La Petite (1978) de Louis Malle. Elle confirme cette percée précoce, dans les années 1980, en jouant notamment une naufragée dans le film d'aventure romantique Le Lagon bleu (1980) de Randal Kleiser.
Dès lors, elle alterne, tout au long de sa carrière, entre le grand et le petit écran, tout en poursuivant en parallèle une carrière de mannequin.
Dans les années 1990, elle se tourne vers des rôles plus adultes et connaît le succès en produisant la sitcom comique Susan (1996-2000) dont elle est l'héroïne. Pour ce rôle, elle reçoit deux nominations au Golden Globe de la meilleure actrice dans une série télévisée musicale ou comique et deux autres pour Satellite Awards.
Par la suite, l'actrice se fait plus rare sur le grand écran. Elle enchaîne les apparitions en tant que vedette invitée et elle joue dans des comédies musicales à succès comme Grease (1994-1998), Cabaret (2001), Wonderful Town (2004-2005), Chicago (2005) et La Famille Addams (2010-2011).
Elle fait son retour, dans les années 2010, en privilégiant la télévision.

## Biographie

### Jeunesse et débuts précoces
Brooke Christa Shields nommée couramment Brooke Shields, naît à Manhattan (New York), de sa mère Teri Shields (née Schmon; 1933–2012) et son père Frank Shields (1941–2003), un homme d'affaires.
Elle est d'ascendance princière par sa grand-mère paternelle Donna Marina Torlonia des princes romains de Civitella-Cesi.
En 1966, à l'âge de onze mois, elle est un « bébé Ivory » dans une publicité de ce même savon. Puis, l'agence de mannequins Ford décide d'inaugurer son département enfant, à la suite du succès de sa collaboration avec la jeune top-model.

### Révélation au cinéma et confirmation difficile (années 1980)

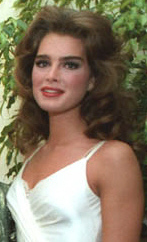
En mai 1983.

En 1978, à l'âge de douze ans, elle joue, sous la direction de Louis Malle, le rôle d'une enfant prostituée dans La Petite, un film controversé. La même année, le groupe Blondie sort l'album Parallel Lines qui contient une chanson parlant d'elle, Pretty Baby, du nom du titre original de ce film.
Deux ans auparavant, elle était à l'affiche de son premier film, le film d'horreur à petit budget mais pourtant salué par les critiques, Alice, douce Alice d'Alfred Sole.
En 1978, elle fait la une de Photo Magazine avec une photographie de Garry Gross qui fait scandale[réf. nécessaire], puis celle de Vogue à l'âge de 14 ans.
En 1980, elle devient connue du grand public pour son apparition dans des publicités « provocantes » pour les jeans Calvin Klein, photographiée par Richard Avedon. La même année, elle joue le rôle d'une naufragée dans le film Le Lagon bleu, où sa performance est à la fois fortement appréciée et décriée. Elle remporte le Razzie Awards de la pire actrice mais aussi un Jupiter Awards, son premier People's Choice Awards et une proposition aux Young Artist Awards.
En 1981, elle confirme son statut d'actrice controversée et malmenée par la critique, en étant la vedette du drame romantique Un amour infini sous la direction de Franco Zeffirelli. Cette production lui vaut une nouvelle fois de réaliser un doublé en étant à la fois proposée pour un second Razzie Awards et sa troisième citation aux Young Artist Awards.

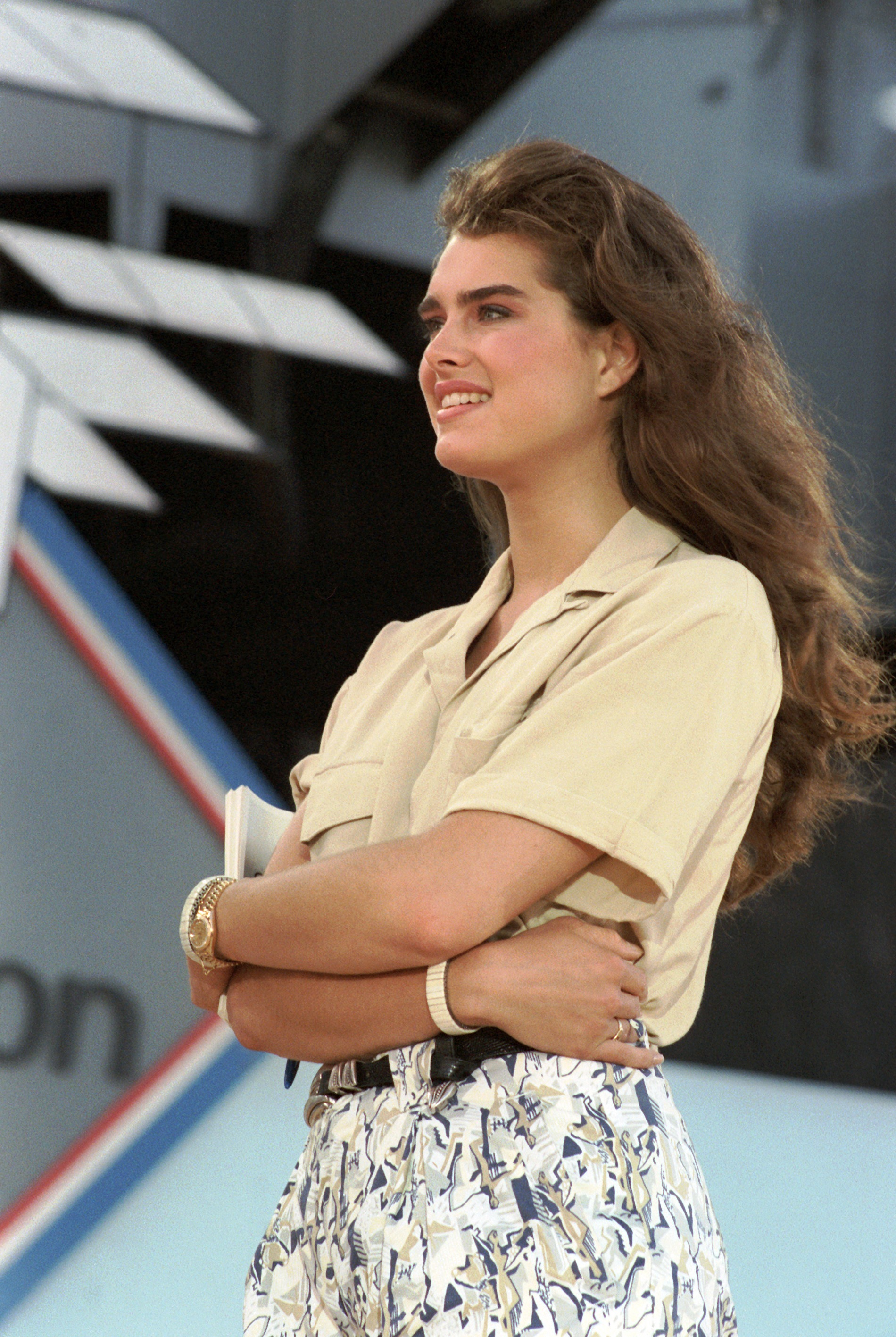
Brooke Shields à la base aéronavale de Pensacola, en 1986.

Par la suite, elle n'a jamais cessé de tourner, mettant en contraste ses débuts d'enfant-actrice et des rôles plus mûrs. Tout au long de sa carrière, il s'ensuit de nombreux films plus où moins bien acceptés par la critique. Comme en témoigne la sortie du film d'aventures Sahara dans lequel elle occupe le premier rôle féminin. Le film est un échec cuisant au box-office.
Cependant, entre 1981 et 1984, elle est systématiquement récompensée par le titre de la meilleure jeune actrice dans un film lors de la cérémonie des People's Choice Awards, témoignant de l'adhésion du public. En effet, ce ne sont pas des juges qui choisissent les lauréats, mais c'est le public qui vote, depuis plusieurs années, pour les artistes, films, séries et musiques ayant le plus marqué la culture populaire l'année précédente.
Au milieu des années 1980, elle prend la décision de terminer ses études et s'inscrit à la prestigieuse université de Princeton. C'est durant ses études qu'elle rencontre son premier petit ami, Dean Cain.
En 1984, le réalisateur Dick Lowry lui fait confiance pour porter son téléfilm L'Or du fond des mers.
En 1989, son retour au cinéma pour la comédie d'action Cannonball 3 est tout autant mal reçu que ses précédents projets et lui vaut un énième Razzie.

### Regain télévisuel, seconds rôles et débuts au théâtre (années 1990)

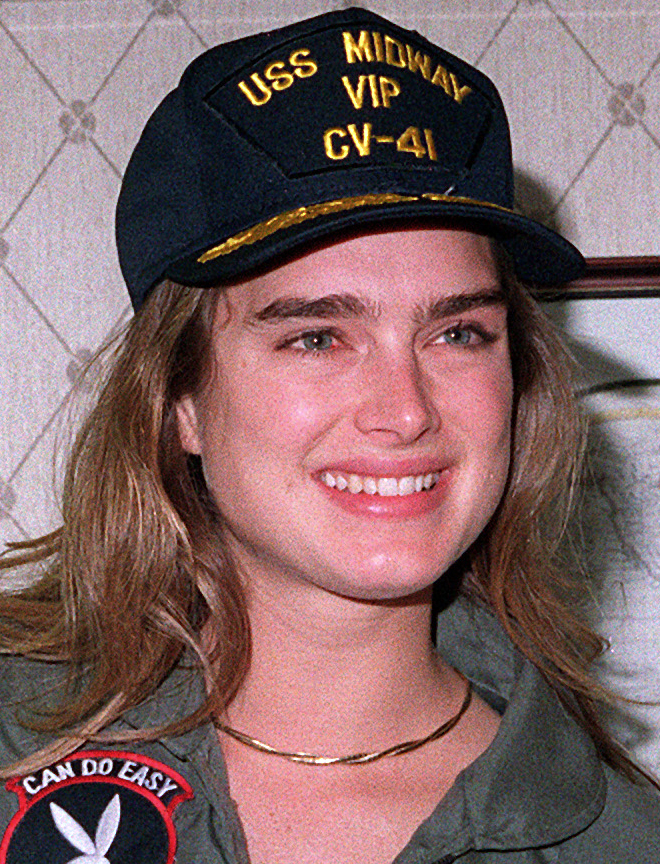
Brooke Shields, en 1991.

Elle commence ainsi la décennie 1990 en se tournant, progressivement, vers la télévision. Elle apparaît, en tant que vedette invitée, dans des séries telles que Code Quantum, Les Contes de la crypte et Friends.
Elle est aussi la vedette d'un grand nombre de téléfilms (Harcèlement, Un amour fou, Mort clinique…).
Ses interventions au cinéma se font, elles, beaucoup plus rares. La Cité des monstres, sortie en 1993, est un échec.
Elle se tourne vers le théâtre et accepte d'intégrer la troupe de la comédie musicale Grease. Son interprétation de Betty Rizzo lui vaut le Theatre World Awards de la meilleure actrice.

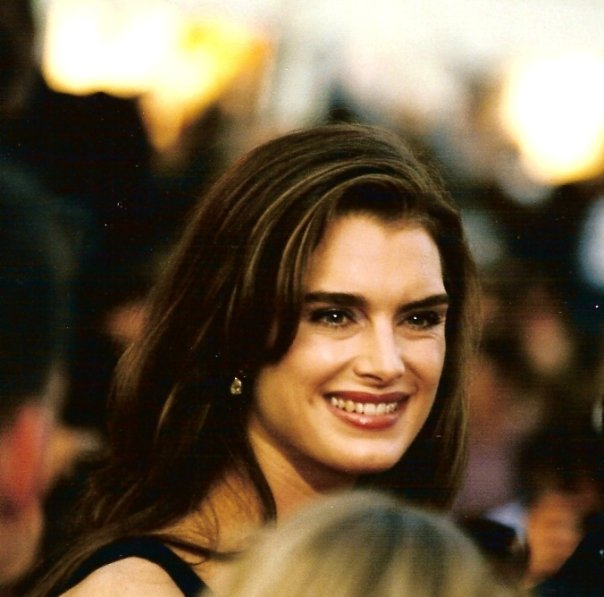
Au festival de Cannes 1998.

En 1996, elle accepte un second rôle dans la comédie noire Freeway portée par Kiefer Sutherland et la jeune Reese Witherspoon. Mais cette année-là, elle produit et joue dans sa propre série télévisée, Susan ! (en). Cette série, qui suit une journaliste préférant se consacrer à sa carrière plutôt qu'a sa vie amoureuse, lui permet de renouer avec les hauteurs de la critique et de faire un retour au premier plan.
L'actrice est alors proposée, à deux reprises, pour le Golden Globe de la meilleure actrice dans une série télévisée musicale ou comique. Mais aussi pour deux Satellite Awards de la même catégorie. Ce rôle lui permet de remporter son cinquième trophée par les People's Choice Awards, cette fois-ci, dans la catégorie meilleure actrice dans une nouvelle série télévisée.
Parallèlement, elle se tourne vers le cinéma indépendant et tourne avec Parker Posey, future figure de ce cinéma, la comédie romantique Les Folies de Margaret (1998). L'année suivante, elle participe au film policier Black and White de James Toback et elle seconde Renée Zellweger dans la comédie Le Célibataire.

### Broadway et vedette invitée en séries (années 2000)

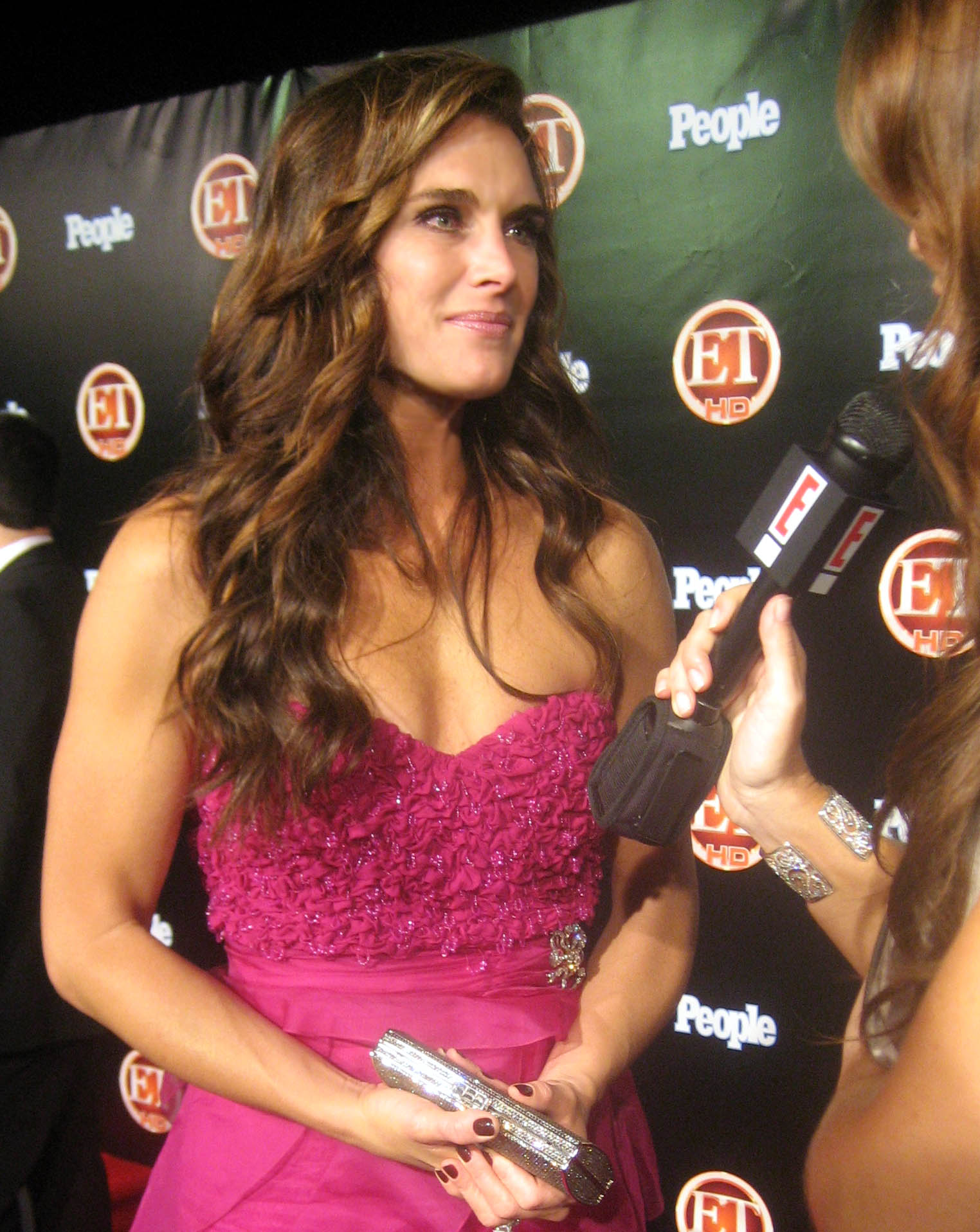
En 2008, lors d'une soirée organisée par le magazine People.

Susan! s'arrête finalement en 2000, après quatre saisons.
La même année, elle remporte le prix de la meilleure distribution pour le drame indépendant The Weekend, aux côtés notamment de Gena Rowlands et Deborah Kara Unger, lors du Festival international du film de Seattle. Une production pourtant globalement mal reçue par les critiques.
En 2001, le film dramatique Les Liens du cœur dont elle est l'héroïne est récompensé lors des GLAAD Media Awards par le prix du meilleur téléfilm. La même année, elle fait son retour sur les planches de Broadway pour jouer le rôle emblématique de Sally Bowles dans la comédie musicale à succès Cabaret. Un personnage rendu populaire par Liza Minnelli dans le film de Bob Fosse de 1972.
En 2002, elle est l'une des têtes d'affiche de la mini-série Braquage au féminin. Dans cette création de l'actrice Lynda La Plante, réalisée par Geoffrey Sax, elle y partage la vedette avec Mercedes Ruehl, Rosie Perez et N'Bushe Wright.
En 2004, elle s'invite dans quelques épisodes de la série à succès That '70s Show afin d'interpréter la mère du personnage joué par Mila Kunis.
Entre 2004 et 2005, elle remplace Donna Murphy dans le rôle de Ruth pour la comédie musicale Wonderful Town.
En 2005, elle porte la comédie Bob le majordome aux côtés de Tom Green et elle joue à Broadway dans la populaire comédie musicale Chicago, le rôle mythique de Roxie Hart.
En 2006, elle réitère en jouant les vedettes invitées pour quelques épisodes de la saison 4 de Nip/Tuck.
Entre 2007 et 2009, elle incarne la mère de Miley Stewart, dans la série Disney popularisée par Miley Cyrus, Hannah Montana. Un rôle qu'elle reprendra brièvement dans le long métrage Hannah Montana, le film, sorti en 2009.
Entre 2008 et 2009, elle défend la série dramatique du réseau NBC, Lipstick Jungle : Les Reines de Manhattan aux côtés de Kim Raver et Lindsay Price. La série, fraîchement accueillie par la critique, est arrêtée à la suite d'une importante baisse des audiences, à l'issue de la seconde saison. Elle suit la vie de trois femmes amies et accomplies, qui conjugue entre vie personnelle chaotique et vie professionnelle mouvementée. Elle est adaptée d'un roman de Candace Bushnell, aussi à l'origine de Sex and the City.
Par ailleurs, depuis 2007, elle est porte-parole de « La Chaîne de confiance » (« Chain of Confidence ») qui se veut un mouvement initié par la compagnie Tupperware pour le développement, le soutien et l'engagement pour les femmes.

### Rôles réguliers à la télévision (années 2010)

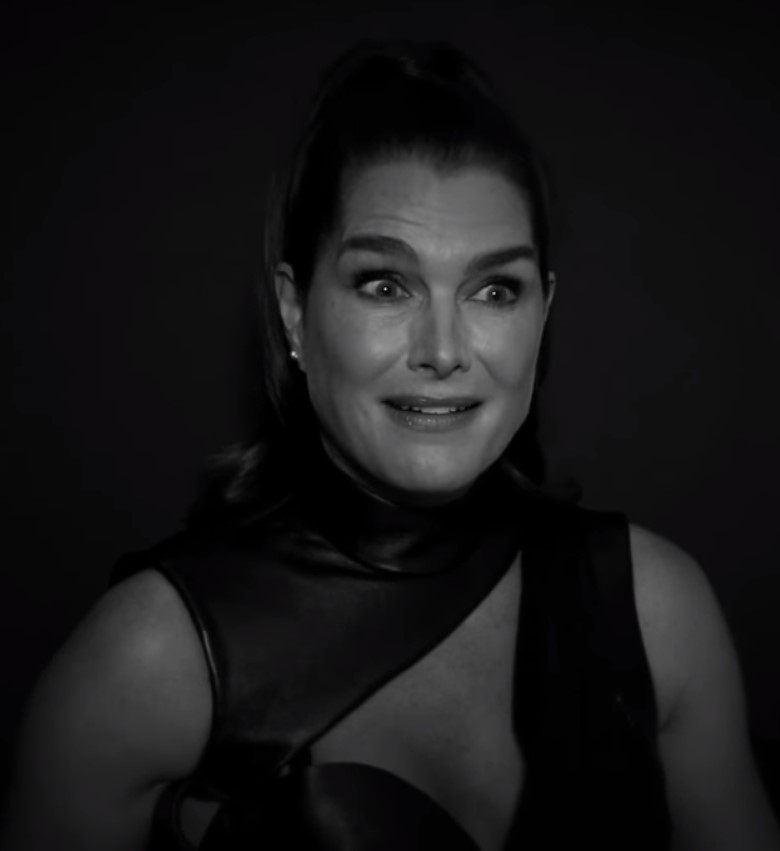
L'actrice photographiée en 2017.

En 2010, elle participe à la comédie fantaisiste Le Garçon qui criait au loup, récompensé par les Directors Guild of America Awards.
Cette année-là, elle s'engage jusqu'en 2011, à jouer Morticia Addams dans la comédie musicale La Famille Addams.
Puis, elle enchaîne les rôles réguliers : entre 2010 et 2018, elle joue dans six épisodes de The Middle ; entre 2013 et 2018, elle pratique le doublage pour la série d'animation pour adultes, Mr. Pickles et n'en oublie pas les enfants avec La Galaxie d'art, dont la diffusion des deux saisons est répartie entre 2014 et 2018.
En 2013, elle joue un rôle récurrent dans la saison 7 d'American Wives.
En 2016, elle est l'héroïne d'une série de téléfilms réalisé par Bradley Walsh, Petits Meurtres et Chrysanthèmes. La même année, elle collabore à nouveau avec Ryan Murphy, avec qui elle avait déjà travaillé pour Nip/Tuck afin de jouer dans un épisode de la saison 2 de Scream Queens, une comédie noire.
En 2017, elle rejoint le casting de la saison 19 de New York, Unité Spéciale. Entre 2018 et 2019, elle joue dans les deux dernières saisons de la comédie récompensée aux Golden Globes, Jane the Virgin, pour le réseau The CW Television Network.
En février 2019, elle obtient d'ailleurs le rôle de Madolyne dans le pilote de Glamorous pour la même chaîne. Eva Longoria assure la réalisation du premier épisode tandis que Damon Wayans Jr. en est l'un des producteurs.

### Vie privée

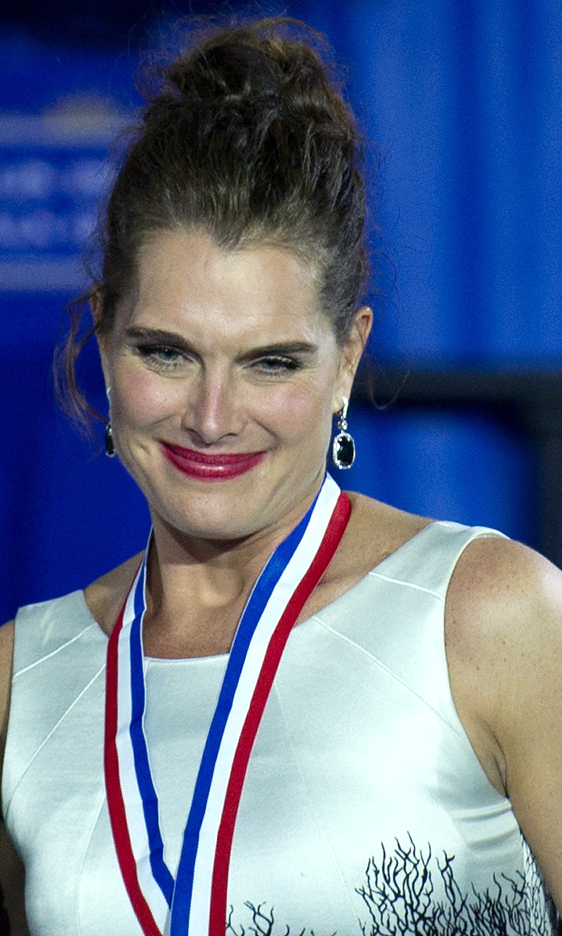
En mai 2012, lorsqu'elle reçoit une médaille d'honneur à Ellis Island - New York, par l’armée de terre des États-Unis.

En 1997, elle épouse le joueur de tennis Andre Agassi dont elle divorce deux ans plus tard. Son grand-père, Frank Shields, était lui-même un joueur de tennis professionnel dans les années 1930, qui joua également dans quelques films.
En 2001, elle se remarie avec Christopher Thomas Henchy dont elle a deux filles, Rowan Frances née le 15 mai 2003, et Grier Hammond née le 18 avril 2006. Cette naissance la rend dépressive. Elle publie alors le livre Quand il n'y a plus de larmes (en anglais : Down Came the Rain: My Journey Through Postpartum Depression), un livre biographique sur la dépression post-partum. Depuis, elle a publié cinq livres, dont There Was A Little Girl: The Real Story of Mother, règlement de comptes avec sa mère, aujourd'hui décédée, où elle s'indigne face à la recrudescence du phénomène des « momagers », ces mères de famille qui deviennent les managers de leurs enfants dans le seul but d'accéder à la célébrité.
À 15 ans, Brooke Shields rencontre Michael Jackson, avec qui elle entretient une relation amicale.  C'est la raison pour laquelle le 7 juillet 2009, elle lui rend hommage lors de la cérémonie d'adieu qui se déroule au Staples Center de Los Angeles. En 1984, il l'avait demandée en mariage à plusieurs reprises. À ces demandes, elle avait répondu que c'était inutile : « Tu m'auras avec toi pour toujours. Je ferai ma vie de mon côté, j'aurai mes enfants, mon mariage. Mais je serai toujours à toi. »
Brooke Shields  fut longtemps la cible d'un déséquilibré qui lui envoyait régulièrement des lettres et qui, fin 1999, la traqua pendant trois mois armé d'un pistolet avant d'être arrêté. En 2016, l'actrice a été entendue par la justice à propos de cette affaire qui aura duré près de trente ans. Coïncidence, elle avait joué le rôle d'une femme ayant vécu une expérience similaire dans le téléfilm Harcèlement fatal (1993).
Dans un documentaire présenté en janvier 2023, Pretty Baby: Brooke Shields, elle révèle pour la première fois avoir été victime d'un viol au début de sa carrière.
Elle raconte également comment elle a perdu sa virginité avec Dean Cain à l’âge de 22 ans pendant ses études à l’université de Princeton.

## Théâtre
Sauf indication contraire ou complémentaire, les informations mentionnées dans cette section proviennent de la base de données IBDb.
- 1994 : Grease : Betty Rizzo
- 2001 : Cabaret : Sally Bowles
- 2003 : The 24 Hours Plays 2003 : Mercedes
- 2004 : The 24 Hours Plays 2004 : Special Guest Star
- 2004 - 2005 : Wonderful Town : Ruth Sherwood
- 2005 : Chicago : Roxie Hart
- 2009 : The 24 Hours Plays 2009 : Vita
- 2010 - 2011 : La Famille Addams (en) : Morticia Addams

## Filmographie

### Cinéma

#### Longs métrages
- 1976 : Alice, Douce Alice (Alice, Sweet Alice) de Alfred Sole : Karen Spages
- 1978 : La Petite (Pretty Baby) de Louis Malle : Violet
- 1978 : Le Roi des gitans (King of the Gypsies) de Frank Pierson : Tita
- 1979 : Tilt (en) de Rudy Durand : Tilt (Brenda Louise Davenport)
- 1979 : Un scandale presque parfait (An Almost Perfect Affair) de Michael Ritchie : elle-même (non créditée)
- 1979 : Wanda Nevada de Peter Fonda : Wanda Nevada
- 1979 : Just You and Me, Kid (en) de Leonard B. Stern (en) : Kate
- 1980 : Le Lagon bleu (The Blue Lagoon) de Randal Kleiser : Emmeline Lestrange
- 1981 : Un amour infini (Endless Love) de Franco Zeffirelli : Jade Butterfield
- 1983 : Sahara de Andrew V. McLaglen : Dale
- 1984 : Les Muppets à Manhattan (The Muppets Take Manhattan) de Frank Oz : une cliente du Pete's
- 1985 : Muppet Video: The Kermit and Piggy Story de Peter Harris : elle-même (vidéofilm)
- 1989 : Cannonball 3 (Speed Zone!) de Jim Drake : elle-même
- 1989 : Brenda Starr (en) de Robert Ellis Miller : Brenda Starr
- 1990 : Backstreet Dreams (en) de Jason O'Malley et Rupert Hitzig : Stevie
- 1993 : La Cité des monstres (Freaked) de Alex Winter et Tom Stern : Skye Daley
- 1994 : The Seventh Floor (en) de Ian Barry (en) : Kate Fletcher
- 1995 : Running Wild (en) de Dee McLachlan (en) : Christine Shaye
- 1996 : Freeway de Matthew Bright : Mimi Wolverton
- 1998 : Les Folies de Margaret (The Misadventures of Margaret) de Brian Skeet (en) : Lily
- 1999 : The Weekend de Brian Skeet (en) : Nina
- 1999 : Black and White de James Toback : Sam Donager[42]
- 1999 : Le Célibataire de Gary Sinyor : Buckley Hale-Windsor[43]
- 2000 : After Sex de Cameron Thor (en) : Kate
- 2000 : Massholes de John Chase : elle-même
- 2004 : Our Italian Husband (en) de Ilaria Borrelli : Charlene Taylor
- 2005 : Bob le majordome (Bob the Butler) de Gary Sinyor : Anne Jamieson [44]
- 2007 : L'Emballeur (Bagboy) de Mort Nathan (en) : Mme Hart
- 2008 : The Midnight Meat Train de Ryūhei Kitamura : Susan Hoff
- 2009 : Hannah Montana, le film (Hannah Montana: The Movie) de Peter Chelsom : Susan Stewart (Caméo, non créditée)
- 2010 : La forêt contre-attaque (Furry Vengeance) de Roger Kumble : Tammy Sanders
- 2010 : Les Renforts (Very Bad Cops) de Adam McKay : elle-même
- 2011 : Chalet Girl de Phil Traill : Caroline
- 2011 : The Greening of Whitney Brown (en) de Peter Skillman Odiorne : Joan Brown
- 2013 : The Hot Flashes (en) de Susan Seidelman : Beth Humphrey
- 2017 : Michael Bolton's Big, Sexy Valentine's Day Special (en) de Scott Aukerman (en) et Akiva Schaffer : elle-même
- 2017 : Daisy Winters de Beth LaMure : Sandy Winters
- 2019 : My Boyfriend's Meds de Diego Kaplan : Alicia
- 2021 : Un Château pour Noël de Mary Lambert : Sophie Brown
- 2023 : Pretty Baby: Brooke Shields (film documentaire) : elle-même
- 2024 : La Mère de la mariée (Mother of the Bride) de Mark Waters : Lana Winslow (également productrice)

#### Films d'animation
- 2004 : The Easter Egg Adventure de John Michael Williams : Horrible Harriet Hare[45]
- 2008 : La Ligue des justiciers : Nouvelle Frontière (Justice League: The New Frontier) de Dave Bullock : Carol Ferris
- 2008 : Incroyables fables : Boucle-d'or chez les 3 ours (Unstable Fables: The Goldilocks and the 3 Bears Show) de Howard E. Baker et Arish Fyzee : Ruby Bear
- 2014 : Under Wraps de Gordon Crum : Jean

### Télévision

#### Téléfilms
- 1974 : Après la chute (After the Fall) de Gilbert Cates : la fille de Quentin
- 1977 : The Prince of Central Park de Harvey Hart : Kristin
- 1984 : L'or du fond des mers (en) (Wet Gold) (VF : Françoise Pavy) de Dick Lowry : Laura
- 1988 : The Diamond Trap de Don Taylor : Tara Holden
- 1993 : Harcèlement fatal de Michael Switzer (en) : Laura Black
- 1994 : Un amour fou (Un amore americano)[46] de Piero Schivazappa : Greta
- 1995 : Mort clinique (Nothing Lasts Forever) de Jack Bender : Dr Beth Taft
- 1997 : Un si joli petit casse (The Almost Perfect Bank Robbery) de David Burton Morris : Cyndee Lafrance
- 2001 : Les Liens du cœur (What Makes a Family) de Maggie Greenwald : Janine Nielssen
- 2003 : Miss Spider's Sunny Patch Kids (en) de Mike Fallows et Kevin McDonagh : Miss Spider (animation, voix originale)
- 2004 : La Rose noire (Gone But Not Forgotten) de Armand Mastroianni : Betsy Tannenbaum
- 2010 : Le Garçon qui criait au loup (The Boy Who Cried Werewolf) de Eric Bross : Mme Varcolac
- 2016 : Petits meurtres et chrysanthèmes : Mystère et chrysanthèmes de Bradley Walsh : Abby Knight - également productrice exécutive
- 2016 : Petits meurtres et chrysanthèmes : Les roses de la vengeance de Bradley Walsh : Abby Knight - également productrice exécutive
- 2016 : Petits meurtres et chrysanthèmes : Un mariage mortel de Bradley Walsh : Abby Knight - également productrice exécutive
- 2019 : Glamorous : Madolyn (rôle principal - pilote pour The CW)

#### Séries télévisées
- 1982 : The Doctors (en) : Elizabeth Harrington
- 1992 : Code Quantum (Quantum Leap) : Vanessa Foster (saison 5, épisode 3)
- 1993 : Les Simpson (The Simpsons) : elle-même (animation, voix originale - saison 4, épisode 19)
- 1993 : Les Contes de la crypte (Tales from the Crypt) : Norma (saison 5, épisode 10)
- 1996 : Friends : Erika Ford (saison 2, épisode 12)
- 1996 - 2000 : Susan (Suddenly Susan) : Susan Keane (rôle principal, 93 épisodes) - également productrice de 43 épisodes[47]
- 1997 : The Larry Sanders Show : elle-même (saison 5, épisode 10)
- 2001 : Voilà ! (Just Shoot Me!) : Erlene (saison 5, épisode 18)
- 2002 : Braquage au féminin (Widows) : Shirley Heller (rôle principal - mini-série, 4 épisodes)
- 2003 : Gary the Rat (en) : Cassandra Harrison (animation, voix originale - saison 1, épisode 12)
- 2004 : I'm with Her (en) : Ivy Tyler (saison 1, épisode 14)
- 2004 : That '70s Show : Pamela Burkhart (saisons 6 et 7, 7 épisodes[48])
- 2005 : Entourage : elle-même (saison 2, épisode 11)
- 2005 : New Car Smell de David Schwimmer : April (pilote non retenu par 20th Century Fox Television)
- 2006 : New York, section criminelle (Law and Order: Criminal Intent) : Kelly Sloane-Raines (saison 6, épisode 3)
- 2006 : Nip/Tuck : Faith Wolper (saison 4, 3 épisodes[49])
- 2007 : Mon oncle Charlie (Two and a Half Men) : Danielle Stewart (saison 4, épisode 14)
- 2007 : Batman : Julie (animation, voix originale - saison 4, épisode 10)
- 2007 - 2009 : Hannah Montana : Susan Stewart (3 épisodes[50])
- 2008 : Projet haute couture (Project Runway) : elle-même / juge (saison 5, épisode 5)
- 2008 - 2009 : Les Reines de Manhattan (Lipstick Jungle) : Wendy Healy (rôle principal, 20 épisodes[51])
- 2010 : Funny or Die Presents… : Célébrité endormie (saison 1, épisode 3)
- 2010 - 2018 : The Middle : Rita Glossner (6 épisodes[52])
- 2013 : American Wives : Katherine Young (saison 7, 5 épisodes[53])
- 2013 : Super Fun Night : Murna / Alison Lockridge (saison 1, épisode 5)
- 2013 - 2018 : Mr. Pickles : Mme Goodman (animation, voix originale - 27 épisodes[54])
- 2014 : The Michael J. Fox Show : Deborah (saison 1, 4 épisodes)
- 2014 - 2018 : La Galaxie d'art : Seraphina (animation, voix originale - 11 épisodes[55])
- 2016 : Le Cœur a ses raisons (When Calls the Heart) : Charlotte (saison 3, 2 épisodes[56])
- 2016 : Scream Queens : Dr Scarlett Lovin (saison 2, épisode 9)
- 2017 : Nightcap (en) : elle-même (saison 2, épisode 3)
- 2017 - 2018 : New York, unité spéciale : Sheila Porter, la grand-mère de Noah Benson (saison 19, épisodes 3, 5, 6, 8 et 9)
- 2018 - 2019 : Jane the Virgin : River Fields (saisons 4 et 5, 11 épisodes)
- 2018 : Murphy Brown : Holly Mackin Lynn (saison 11, épisode 8)
- 2019-2021 : Momma Named Me Sheriff  : Mme Goodman (voix, 8 épisodes)
- 2020 : 9-1-1 : Tara (saison 3, épisode 18)

## Voix francophones
En France, Rafaèle Moutier est la voix française régulière de Brooke Shields. Déborah Perret l'a doublée a deux occasions.
Au Québec, Anne Bédard est la voix québécoise fréquente de l'actrice. 

## Distinctions
Sauf indication contraire ou complémentaire, les informations mentionnées dans cette section proviennent de la base de données IMDb.

### Récompenses
- Jupiter Awards 1980 : meilleure actrice internationale pour Le Lagon Bleu
- People's Choice Awards 1981 : meilleure jeune actrice dans un film
- Razzie Awards 1981 : pire actrice pour Le Lagon bleu
- People's Choice Awards 1982 : meilleure jeune actrice dans un film
- People's Choice Awards 1983 : meilleure jeune actrice dans un film
- People's Choice Awards 1984 : meilleure jeune actrice dans un film
- Razzie Awards 1985 : pire actrice dans un second rôle pour Sahara
- Razzie Awards 1990 : pire actrice dans un second rôle pour Cannonball III
- Theatre World Awards 1995 : meilleure actrice dans une comédie musicale pour Grease[59]
- People's Choice Awards 1997 : meilleure actrice dans une nouvelle série télévisée pour Susan
- Festival international du film de Seattle 2000 : meilleure distribution pour The Weekend[60]
- GLAAD Media Awards 2002 : Golden Gate Award

### Nominations
- Young Artist Awards 1980 : meilleure jeune actrice dans un film pour Just You and Me, Kid
- Bravo Otto 1981 : meilleure actrice
- Young Artist Awards 1981 : meilleure jeune actrice dans un film pour Le lagon bleu
- Razzie Awards 1982 : pire actrice pour Un amour infini
- Young Artist Awards 1982 : meilleure jeune actrice pour Un amour infini
- Razzie Awards 1985 : pire actrice pour Sahara
- Razzie Awards 1990 : pire actrice de la décennie pour Le lagon bleu, Un amour infini, Sahara et Cannonball III
- 54e cérémonie des Golden Globes 1997 : meilleure actrice dans une série télévisée musicale ou comique pour Susan
- 55e cérémonie des Golden Globes 1998 : meilleure actrice dans une série télévisée musicale ou comique pour Susan
- 2e cérémonie des Satellite Awards 1998 : meilleure actrice dans une série télévisée musicale ou comique pour Susan
- 3e cérémonie des Satellite Awards 1999 : meilleure actrice dans une série télévisée musicale ou comique pour Susan
- Razzie Awards 2000 : pire actrice du siècle pour Le lagon bleu, Un amour infini, Sahara, Cannonball III et d'autres